# Rémunération dans les institutions françaises
La rémunération des acteurs institutionnels en France est une information publique mais souvent complexe à obtenir car comprise dans des textes différents (code, décret, règlement d'assemblée...) et de nature multiple (traitement, indemnisation, avantage en nature).
La rémunération des acteurs nationaux est fondée sur le traitement des hauts fonctionnaires et s’établit, en 2024 et en montants bruts mensuels arrondis, à :
- 16 000 € pour le président de la République et le Premier ministre,
- 10 700 € pour les autres ministres,
- 10 200 € pour les secrétaires d’État,
- 7 600 € pour les députés et sénateurs n'exerçant pas de responsabilité particulière comme président, questeur…

Si le montant du traitement est généralement fixe, le résultat n'est pas une simple addition. Les acteurs institutionnels ne sont pas tenus d'utiliser tous leurs avantages en nature. Ils doivent aussi respecter certains plafonds liés aux règles de cumul des mandats.
Une partie du traitement perçu peut être reversée au parti (ou à l'organisme, dans le cas du CESE) de l'élu. Il faut aussi noter que les élus n’exerçant pas de métier (ou étant en suspension de contrat) cotisent à une caisse de retraite spécifique et à la sécurité sociale.

## Président de la République

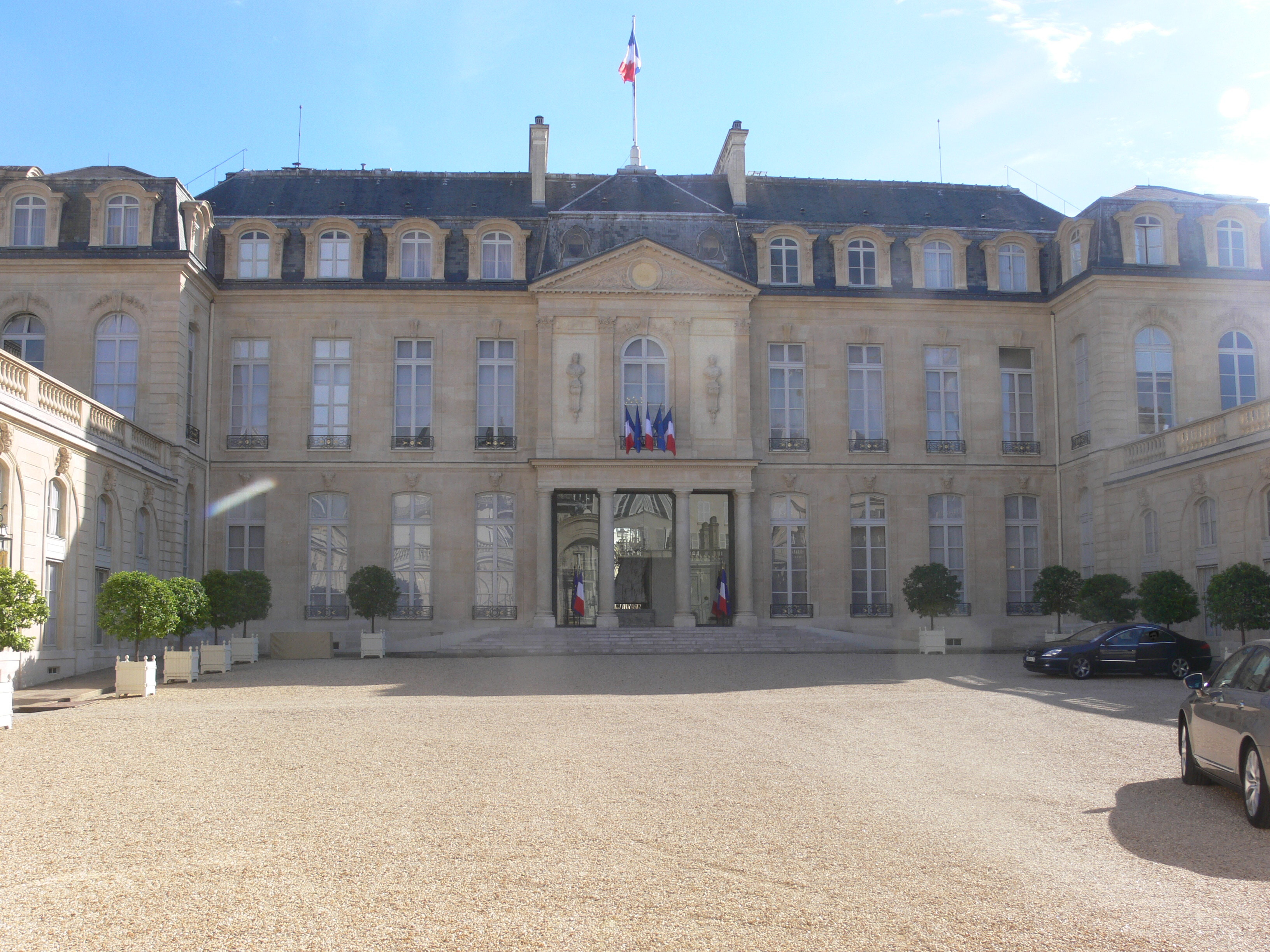
Le palais de l'Élysée (Paris), siège de la présidence de la République.

Tout au long de sa présidence, Charles de Gaulle est rémunéré 75 000 francs par an en tant que président de la République. Il ne revalorise pas sa rémunération pendant son mandat.
En 2002, Jacques Chirac perçoit mensuellement 7 084 €, et 13 060 € de pensions. En 2003, le député René Dosière fait remarquer que « la gestion du budget de la présidence de la République est entièrement privée puisqu'elle ne repose sur aucun texte, ni législatif ni réglementaire, à telle enseigne que la rémunération du président de la République est fixée par lui-même et non par un texte quelconque, contrairement à ce qui se passe pour les ministres. La Cour des comptes a déjà observé que la présidence est le seul pouvoir public pour lequel il n'existe aucun texte ».
À partir de 2007, la rémunération du président de la République est plus transparente. Elle est d’un montant égal à celle du Premier ministre, soit 19 331 € mensuels, imposables et exclusifs de tout autre traitement, pension, prime ou indemnité,,.
En 2012, conformément à l’engagement pris par François Hollande durant sa campagne présidentielle, la rémunération du Président de la République est diminuée de 30 %, passant de 21 300 € à 14 910 € bruts mensuels en août 2012,,.
Depuis janvier 2024 (date de la dernière augmentation générale des fonctionnaires), la rémunération est de 16 038 € bruts mensuels,.
Les dépenses d’alimentation des membres de la famille du Président, qu’il reçoit dans les résidences présidentielles (pavillon de la Lanterne et fort de Brégançon), font l’objet d’un remboursement par ce dernier depuis 2018,.
À compter de 1988, les candidats à l’élection présidentielle doivent adresser au Conseil constitutionnel une déclaration de patrimoine ainsi que l’engagement, en cas d’élection, de déposer à l’expiration du mandat une nouvelle déclaration. La déclaration du candidat élu est la seule publiée.
Il est attribué aux anciens présidents de la République française une dotation annuelle de l’ordre de 7 000 € bruts mensuels. De plus, un soutien matériel et en personnel leur est apporté. Les anciens présidents sont aussi membres à vie du Conseil constitutionnel.
Les membres du cabinet du président de la République (fonctionnaires ou contractuels) perçoivent en 2017 une rémunération mensuelle nette (primes incluses) comprise entre 6 000 € et 15 000 €.

## Parlement

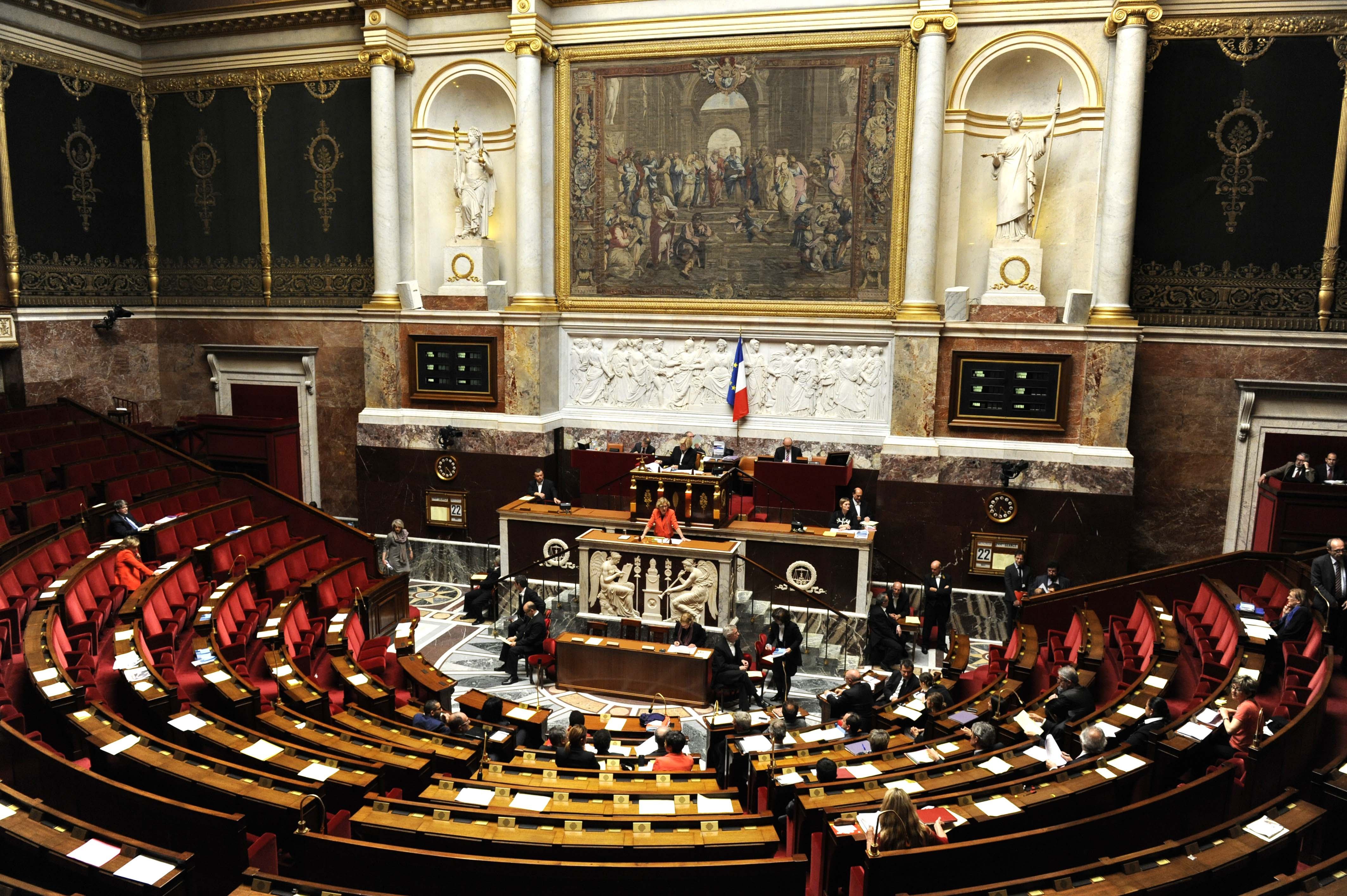
Hémicycle du palais Bourbon (Paris), siège de l’Assemblée nationale.

Selon Frédéric Monier et Christophe Portalez, « la France est sans doute le premier pays du continent européen à créer, [...] le 1er septembre 1789, une indemnité pour les députés à l’Assemblée nationale constituante » : il est alors question d'un « traitement ». Le décret qui l'instaure est tenu secret sur les sollicitations d’une majorité de députés. Cette indemnité est supprimée en 1815 avec la Restauration, puis rétablie en mars 1848, au début de la Deuxième République, avant les élections législatives. Elle est de nouveau abrogée en janvier 1852, sous le Second Empire, « dans un mouvement bien connu d’opposition à la République qui précède », puis rétablie définitivement le 25 décembre 1852, « sans argumentaire public bien développé ni fourni ». 
L’indemnité des membres du Parlement est calculée à partir de traitement des fonctionnaires classés dans la catégorie hors échelle.
Depuis janvier 2024 (date de la dernière augmentation générale des fonctionnaires), le montant brut mensuel de l’indemnité parlementaire s’élève à 7 637,39 €.
- Au Sénat, après retenues de la contribution sociale généralisée, de la contribution pour le remboursement de la dette sociale, de la cotisation complémentaire à la caisse autonome de sécurité sociale des sénateurs, de la cotisation à la caisse des retraites des anciens sénateurs et au régime complémentaire, le net mensuel perçu par les sénateurs s’élève à 5 676,12 €[23].
- À l’Assemblée nationale, après retenues de la contribution sociale généralisée, de la contribution pour le remboursement de la dette sociale, de la cotisation au régime obligatoire de la Caisse de pensions, le net mensuel perçu par les députés s’élève à 5 953,34 €[24].

Les parlementaires exerçant des responsabilités particulières perçoivent, à ce titre, outre les indemnités allouées à chaque parlementaire, une indemnité de fonction. Le montant brut mensuel de cette indemnité de fonction est de :
- 7 591,38 € pour le président du Sénat, 7 698,50 € pour le président de l’Assemblée nationale,
- 2 184,30 € pour les vice-présidents du Sénat, 1 099,79 € pour les vice-présidents de l’Assemblée nationale,
- 4 444,97 € pour les questeurs du Sénat, 5 300,36 € pour les questeurs de l’Assemblée nationale,
- 748,70 € pour les secrétaires du Sénat, 733,19 € pour les secrétaires de l’Assemblée nationale,
- 2 184,30 € pour les présidents de groupe politique du Sénat,
- 2 184,30 € pour les présidents de commission et les rapporteurs généraux du Sénat, 931,76 € pour les présidents de commission et rapporteurs généraux de la commission des finances et de la commission des affaires sociales, le président de la commission spéciale chargée d'apurer les comptes de l’Assemblée nationale, le président de l'Office d'évaluation des choix scientifiques et technologiques
- 2 016,27 € pour les présidents de délégation du Sénat[23],[24].

Des sanctions financières sont prévues en cas d’absentéisme,.
Depuis les lois relatives à la transparence de la vie publique de 2013, lorsqu’un parlementaire occupe un emploi public, il est placé d’office, pendant la durée de son mandat, en position de disponibilité, ce qui ne lui permet pas d’acquérir de droits à l’avancement et de droits à pension.
À côté de ce traitement, les parlementaires sont défrayés sous la forme d'une prise en charge directe, d’un remboursement sur présentation de justificatifs ou du versement d’une avance par l’assemblée dont ils sont membres, dans la limite des plafonds déterminés par le bureau. Un crédit mensuel est à la disposition du sénateur pour la rémunération de ses collaborateurs (7 548,10 € en février 2015). Plusieurs facilités sont à la disposition des sénateurs, comme un équipement informatique, un forfait global de communications ou encore une carte nominative qui permet l’accès gratuit à l’ensemble du réseau SNCF en 1re classe.
Les sénateurs non réélus peuvent prétendre au versement d’une allocation d’aide au retour à l’emploi mensuelle et dégressive, versée au maximum pendant six semestres. Les députés non réélus et non à la retraite ont accès à l'allocation d'assurance mutuelle de retour à l'emploi des députés. La durée maximale d’indemnisation est égale à la durée du mandat du député, sans pouvoir être inférieure à quatre mois ni supérieure à vingt-quatre mois. Elle est portée à trente mois lorsque l’ancien député a plus de 53 ans et à 36 mois lorsqu’il a plus de 55 ans. Son montant brut mensuel est égal à 57 % de l’indemnité parlementaire de base. Toutefois, l'ARE est cumulable avec une autre indemnité de mandat local si l'ancien député n'exerce pas de fonction salariée.

## Gouvernement

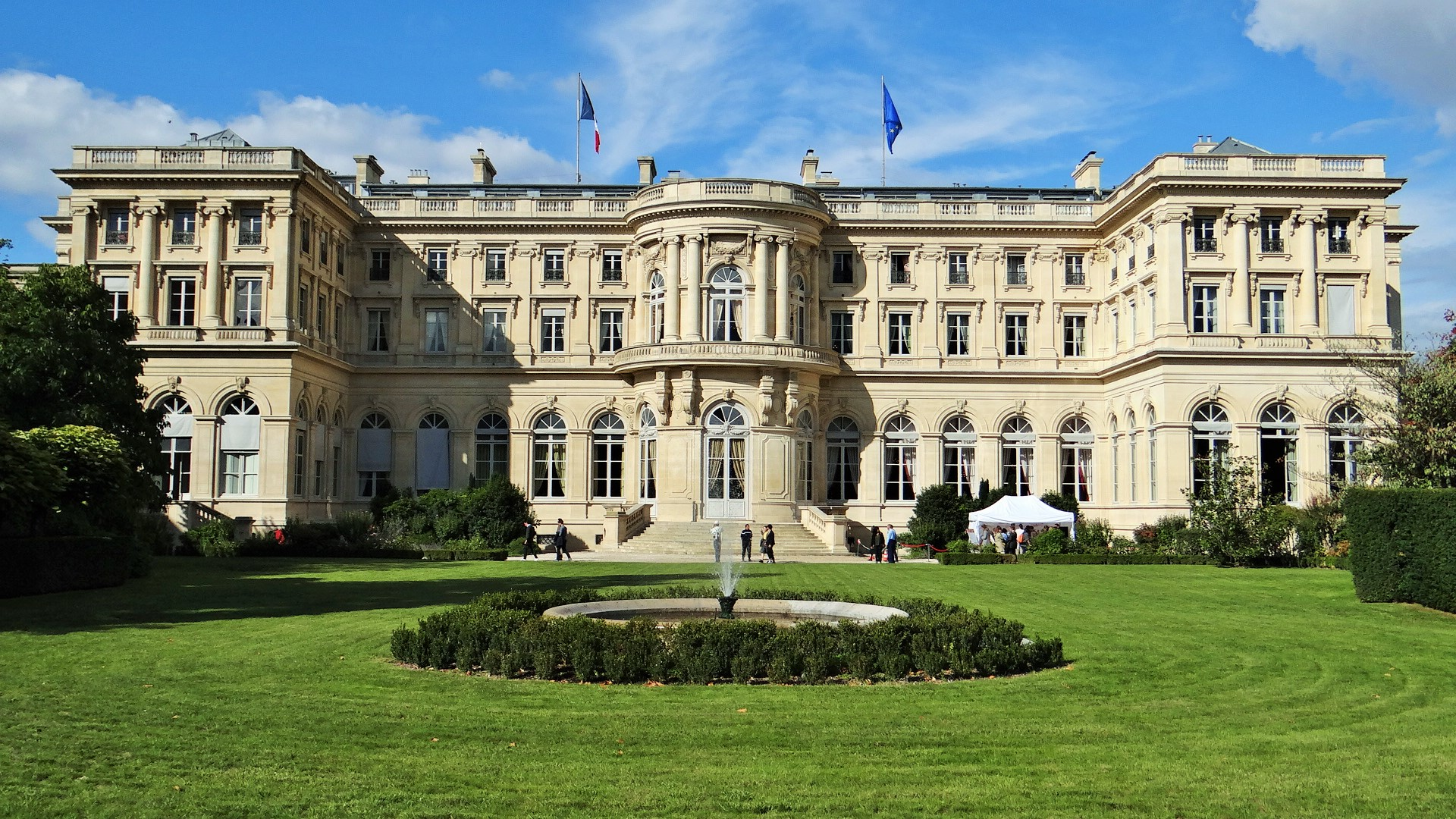
Hôtel du ministre des Affaires étrangères (Paris).

En 2001, les primes en liquide des ministres sont supprimées. L’année suivante, le sénateur Michel Charasse propose que la rémunération des ministres soit transparente et calculée, comme pour les parlementaires, sur le traitement des fonctionnaires classés dans la catégorie hors échelle,.
En 2012, conformément à l’engagement pris par François Hollande durant sa campagne présidentielle, le traitement des membres du Gouvernement est diminué de 30 %, les rémunérations brutes mensuelles sont ramenées :
- de 21 300 € à 14 910 € pour le Premier ministre ;
- de 14 200 € à 9 940 € pour les ministres et ministres délégués ;
- de 13 490 € à 9 443 € pour les secrétaires d’État[7],[8],[9].

Depuis janvier 2024 (date de la dernière augmentation générale des fonctionnaires), les rémunérations brutes mensuelles sont :
- 16 038 € pour le Premier ministre ; ;
- 10 692 € pour les ministres et ministres délégués ;
- 10 157 € pour les secrétaires d’État[12].

Le Premier ministre dispose de [réf. nécessaire] :
- Logement de fonction à l'hôtel Matignon
- Résidence secondaire (le château de Souzy-la-Briche)

Les dépenses de représentation (événement officiel au sein du ministère, points presse, réception d'élus ou d'associations…) sont prises en charge et plafonnées, en année pleine, à :
- 150 000 € pour un ministre ;
- 120 000 € pour un ministre placé auprès d'un ministre ;
- 100 000 € pour un secrétaire d’État[14],[33].

Depuis les lois relatives à la transparence de la vie publique de 2013, lorsqu’un membre du Gouvernement occupe un emploi public, il est placé d’office, pendant la durée de son mandat, en position de disponibilité, ce qui ne lui permet pas d’acquérir de droits à l’avancement et de droits à pension.
Après la fin de sa fonction, un ancien membre du Gouvernement perçoit une indemnité d'un montant égal au traitement qui lui était alloué. Cette indemnité est versée pendant trois mois, à moins que l'intéressé n'ait repris auparavant une activité rémunérée. Selon un décret de 2019, l’État met à disposition des anciens Premiers ministres, à leur demande, un agent pour leur secrétariat particulier (pendant une durée maximale de dix ans à compter de la fin de leurs fonctions et au plus tard jusqu’à ce qu’ils atteignent l'âge de soixante-sept ans), un véhicule de fonction et un conducteur automobile, et prend en charge les dépenses afférentes. Ces dispositions ne sont pas applicables aux anciens Premiers ministres qui disposent d’un secrétariat ou d’un véhicule pour l’exercice d’un mandat parlementaire, d’un mandat d’élu local ou d’une fonction publique. En 2019, vingt-et-un anciens Premiers ministres et ministres (dont douze anciens ministres de l’Intérieur) sont astreints, à ce titre, à une protection ou à un dispositif d’accompagnement de sécurité.
Les rémunérations des membres des cabinets ministériels (fonctionnaires ou contractuels) sont publiées, non individuellement, dans un document annexe du projet de loi de finances.

## Haute fonction publique
Certains hauts fonctionnaires ont des salaires supérieurs à ceux des membres du Gouvernement. Il n’existe pas de liste officielle, les exemples qui suivent datent de 2016. 
| Fonction                            | Traitement mensuel |
| ----------------------------------- | ------------------ |
| Gouverneur de la Banque de France   | 37 580 € bruts     |
| Ambassadeur en Afghanistan          | 29 000 € nets      |
| Vice-président du Conseil d'État    | 16 170 € nets      |
| Secrétariat général du gouvernement | 14 000 € nets      |

La consultation des grilles indiciaires de la fonction publique permet de déterminer les fonctionnaires ayant un traitement brut mensuel, hors indemnités, parmi les plus élevés.
| Fonction | Indice | Traitement mensuel |
| --- | ------ | ------------------ |
| premier président de la Cour de cassation et procureur général près de ladite cour | HEG    | 7458               |
| chef d'état-major des armées, major général des armées, commandant suprême allié Transformation, président du Comité militaire de l'Union européenne, directeur général de la gendarmerie nationale, chef d'état-major d'armée, chef de l'état-major particulier du président de la République | HEG    | 7458               |
| administrateur général des finances publiques de classe exceptionnelle échelon spécial | HEG    | 7458               |
| premier président de la Cour des comptes et procureur général près de ladite cour | 2100   | 7856               |
| vice-président du Conseil d'État | 2100   | 7856               |
| administrateurs de l'État du troisième grade échelon 30 | 2074   | 7753               |

Depuis 2020, les départements ministériels, les régions, les départements, les collectivités territoriales de plus de 80 000 habitants, les établissements publics de coopération intercommunale à fiscalité propre de plus de 80 000 habitants et les établissements publics hospitaliers dotés d'un budget de plus de 200 millions d'euros publient chaque année, sur leur site internet, la somme des dix rémunérations les plus élevées des agents relevant de leur périmètre. Par exemple cette somme est de 1 201 343 € pour la région Occitanie en 2023.

## Autres institutions nationales

### Conseil constitutionnel
Selon la loi organique sur le Conseil constitutionnel, son président et ses membres reçoivent respectivement une indemnité égale aux traitements afférents aux deux catégories supérieures des emplois de l'État classés hors échelle. De plus, une lettre non publiée de 2001 de la secrétaire d’État au Budget crée une « indemnité complémentaire ». La rémunération des membres du Conseil est estimée à 13 697,49 € bruts mensuels, et celle du président à 15 039 €. Elle peut être cumulée avec une pension de retraite.

### Conseil économique, social et environnemental
Les membres du Conseil économique, social et environnemental reçoivent une rémunération égale au tiers de l’indemnité parlementaire. Elle est complétée par des indemnités représentative (en fonction de la présence ou de la participation). Sur cette indemnité, des prélèvements sont opérés au titre de la cotisation à la caisse de retraites des anciens membres du Conseil économique.
Au 1er janvier 2019, le montant brut mensuel de l’indemnité allouée aux membres s’élève à 3 845,20 € (indemnité de base : 1 866,60 €, indemnité de résidence : 156 €, indemnité représentative de frais : 1 922,60 €).
Les présidents de groupe et le président perçoivent des indemnités supplémentaires (3 845,20 € dans le cas du président).

### Autorités administratives indépendantes
Les rémunérations et avantages du président et des membres des autorités administratives indépendantes sont fixées par décret et sont publiés dans un document annexe du projet de loi de finances. Les exemples qui suivent sont les prévisions pour 2020,, :
| Fonction                                                                             | Traitement mensuel |
| ------------------------------------------------------------------------------------ | ------------------ |
| Président de l’Autorité de régulation des communications électroniques et des postes | 15 986 € bruts     |
| Président de l’Autorité des marchés financiers                                       | 19 938 € bruts     |
| Contrôleur général des lieux de privation de liberté                                 | 12 442 € bruts     |
| Défenseur des droits                                                                 | 13 333 € bruts     |
| Président de la Commission d'accès aux documents administratifs                      | 3 400 € bruts      |
| Président de la Commission de régulation de l'énergie                                | 16 683 € bruts     |

### Entreprises nationales
La rémunération, tout compris, des dirigeants des entreprises publiques nationales est plafonnée, depuis 2012, à 37 500 € bruts mensuels.

## Institutions locales

### Élu régional

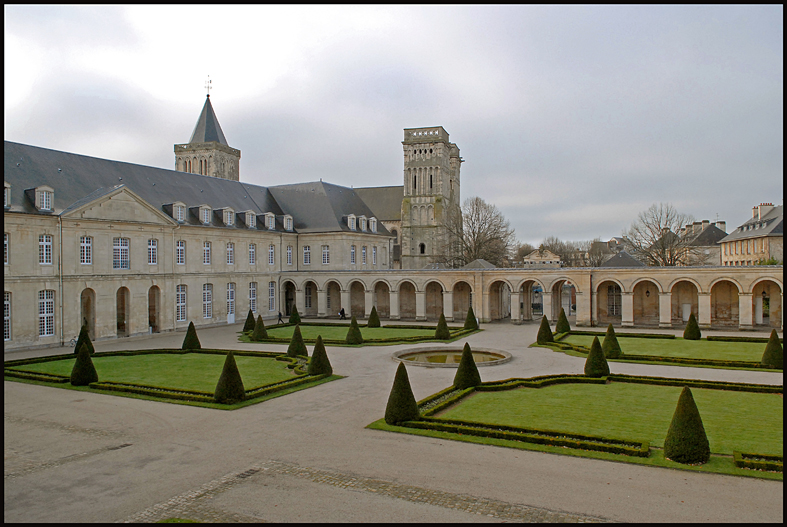
L'abbaye aux Dames de Caen, siège du conseil régional de Normandie.

Les indemnités maximales votées par les conseils régionaux pour l’exercice effectif des fonctions de conseiller régional sont déterminées en appliquant au montant du traitement correspondant à l’indice brut terminal (IBT) de l’échelle indiciaire de la fonction publique un pourcentage qui dépend du nombre d’habitants de la population. Au 1er janvier 2019, les indemnités maximales sont celles du tableau suivant.
| Strates démographiques     | Indemnités brutes mensuelles d’un conseiller régional |
| -------------------------- | ----------------------------------------------------- |
| Moins de 1 million         | 1 555,76 €                                            |
| De 1 million à 2 millions  | 1 944,70 €                                            |
| De 2 millions à 3 millions | 2 333,64 €                                            |
| 3 millions et plus         | 2 722,58 €                                            |

L’indemnité de fonction pour le président de conseil régional est au maximum égale à 145 % de l’IBT, soit 5 639,63 €.
L’indemnité de fonction de chacun des vice-présidents est au maximum égale à l’indemnité maximale de conseiller majorée de 40 %.
L’indemnité de fonction de chacun des membres de la commission permanente est au maximum égale à l’indemnité maximale de conseiller majorée de 10 %.
Des sanctions financières sont prévues en cas d’absentéisme.

### Élu départemental
Les indemnités maximales votées par les conseils départementaux pour l’exercice effectif des fonctions de conseiller départemental sont déterminées en appliquant au montant du traitement correspondant à l’indice brut terminal (IBT) de l’échelle indiciaire de la fonction publique un pourcentage qui dépend du nombre d’habitants de la population. Au 1er janvier 2019, les indemnités maximales sont celles du tableau suivant.
| Strates démographiques      | Indemnités brutes mensuelles d’un conseiller départemental |
| --------------------------- | ---------------------------------------------------------- |
| Moins de 250 000            | 1 555,76 €                                                 |
| De 250 000 à 500 000        | 1 944,70 €                                                 |
| De 500 000 à 1 million      | 2 333,64 €                                                 |
| De 1 million à 1,25 million | 2 528,11 €                                                 |
| 1,25 million et plus        | 2 722,58 €                                                 |

L’indemnité de fonction pour le président de conseil départemental est au maximum égale à 145 % de l’IBT, soit 5 639,63 € (le montant est le même qu'il s'agisse d'un président d'un conseil régional ou départemental). Le président du conseil départemental est aussi président de droit du conseil d'administration du service départemental d'incendie et de secours (il peut déléguer cette charge à un conseiller). Au titre de ce mandat il peut toucher une indemnité qui va jusqu'à 50 % de celle des conseillers départementaux locaux[réf. nécessaire].
L’indemnité de fonction de chacun des vice-présidents est au maximum égale à l’indemnité maximale de conseiller majorée de 40 %.
L’indemnité de fonction de chacun des membres de la commission permanente est au maximum égale à l’indemnité maximale de conseiller majorée de 10 %.
Des sanctions financières sont prévues en cas d’absentéisme.

### Intercommunalité

#### Niveau Communauté d'agglomération et Communauté urbaine depuis le 1er janvier 2019
- Président[57]
  - Moins de 50 000 habitants : 3 500,46 €
  - De 50 000 à 99 999 habitants : 4 278,34 €
  - De plus de 100 000 habitants : 5 639,63 €
- Vice-président[57]
  - Moins de 50 000 habitants : 1 283,50 €
  - De 50 000 à 99 999 habitants : 1 711,34 €
  - De 100 000 à 199 999 habitants : 2 567 €
  - De plus de 200 000 habitants : 2 819,32 €
- Conseiller communautaire
  - Moins de 100 000 habitants : 0 €
  - De 100 000 à 399 999 habitants : 228,09 €
  - De plus de 400 000 habitants : 1 064,41 €

#### Niveau Communauté de communes
Ce sont ici des niveaux maximum, chaque collectivité en fixe le montant librement.
Montants bruts.
- Président[57]
  - Moins de 500 habitants : 495,90 €
  - De 500 à 999 habitants : 904,29 €
  - De 1 000 à 3 499 habitants : 1 254,33 €
  - De 3 500 à 9 999 habitants : 1 604,38 €
  - De 10 000 à 19 999 habitants : 1 896,08 €
  - De 20 000 à 49 999 habitants : 2 625,35 €
  - De 50 000 à 99 999 habitants : 3 208,37 €
  - De plus de 100 000 habitants : 4 229,72 €
- Vice-président[57]
  - Moins de 500 habitants : 192,53 €
  - De 500 à 999 habitants : 240,75 €
  - De 1 000 à 3 499 habitants : 481,12 €
  - De 3 500 à 9 999 habitants : 641,75 €
  - De 10 000 à 19 999 habitants : 802,38 €
  - De 20 000 à 49 999 habitants : 961,85 €
  - De 50 000 à 99 999 habitants : 1 283,50 €
  - De 100 000 à 200 000 habitants : 1 925,25 €
  - De plus de 200 000 habitants : 2 114,67 €

#### Métropole du Grand Paris
La Métropole du Grand Paris a fixé les indemnités suivantes, versées à partir de juillet 2016 :
|                                  | Nombre | Brut mensuel |
| -------------------------------- | ------ | ------------ |
| Président                        | 1      | 4 409,70 €   |
| Vice-présidents                  | 20     | 2 204,00 €   |
| Conseiller métropolitain délégué | 7      | 1 500,00 €   |
| Conseiller métropolitain         | 181    | 957,97 €     |

### Communes
Les fonctions de maire, d’adjoint et de conseiller municipal sont gratuites. Il est prévu un remboursement de frais, et des indemnités de fonction, fixées par délibération du conseil municipal. Les indemnités allouées au titre de l’exercice des fonctions de maire et de président de délégation spéciale et les indemnités maximales pour l’exercice effectif des fonctions d’adjoint au maire des communes, de conseiller municipal des communes de 100 000 habitants et plus ou de membre de délégations spéciales qui fait fonction d’adjoint sont fixées par référence au montant du traitement correspondant à l’indice brut terminal (IBT) de l’échelle indiciaire de la fonction publique.
Au 1er juillet 2022, les indemnités maximales sont celles du tableau suivant. Hormis pour les maires, ces plafonds peuvent être modulés à la hausse et à la baisse par le Conseil municipal dans la répartition de l'enveloppe globale basée sur ce forfait moyen.
| Strates démographiques                   | Indemnités brutes mensuelles d’un maire | Indemnités brutes mensuelles des adjoints | Indemnités brutes mensuelles des conseillers municipaux |
| ---------------------------------------- | --------------------------------------- | ----------------------------------------- | ------------------------------------------------------- |
| Moins de 500                             | 1 026.51 €                              | 398,53 €                                  |                                                         |
| De 500 à 999                             | 1 622,29 €                              | 430,73 €                                  |                                                         |
| De 1 000 à 3 499                         | 2 077,17 €                              | 797,05 €                                  |                                                         |
| De 3500 à 9 999                          | 2 214,04 €                              | 885,62 €                                  |                                                         |
| De 10 000 à 19 999                       | 2 616,59 €                              | 1 107,02 €                                |                                                         |
| De 20 000 à 49 999                       | 3 622,97 €                              | 1 328,42 €                                |                                                         |
| De 50 000 à 99 999                       | 4 428,08 €                              | 1 771,23 €                                |                                                         |
| 100 000 à 199 999                        | 5 837,01 €                              | 2 656,85 €                                | 241,53 €                                                |
| 200 000 et plus                          | 5 837,01 €                              | 2 918,51 €                                | 241,53 €                                                |
| Marseille et Lyon                        | 5 837,01 €                              | 2 918,51 €                                | 1 388,81 €                                              |
| Maire d'arrondissement (Marseille, Lyon) | 2 918,51 €                              | 1 388,81 €                                |                                                         |

Des majorations sont prévues pour un certain nombre de communes : chefs-lieux de département et d'arrondissement, stations de tourisme, etc..

### Ville de Paris
| Fonction                                                            | Indemnité brute mensuelle |
| ------------------------------------------------------------------- | ------------------------- |
| Maire de Paris                                                      | 7 487,10 €                |
| Adjoint au maire de Paris                                           | 4 997,88 €                |
| Conseiller de Paris                                                 | 3 519,91 €                |
| Conseiller de Paris et maire d'arrondissement                       | 4 997,88 €                |
| Maire d'arrondissement qui n'est pas conseiller de Paris            | 2 819,82 €                |
| Adjoint au maire d'arrondissement qui n'est pas conseiller de Paris | 1 341,84 €                |

### Assemblée de Guyane
- Président de l'Assemblée de Guyane : 5 512,13 €
- Vice-président de l'Assemblée de Guyane : 2 189,65 €
- Membre de la Commission permanente : 1 915,94 €
- Conseiller à l'Assemblée de Guyane : 1 824,71 €[63]

### Institutions de la Martinique
- Président du Conseil exécutif de la Martinique : 5 512,13 €
- Conseiller exécutif de la Martinique : 2 737,06 €
- Président de l'Assemblée de la Martinique : 5 512,13 €
- Vice-président de l'Assemblée de la Martinique : 2 737,06 €
- Conseiller à l'Assemblée de la Martinique : 2 280,88 €[63]

### Conseils territoriaux d'Outre-mer
Ce sont ici des niveaux maximum, chaque collectivité en fixe le montant librement. Montants bruts.
Les élus des Conseils territoriaux de Saint-Pierre-et-Miquelon, Saint-Martin, Saint-Barthélémy, et Wallis-et-Futuna perçoivent les indemnités suivantes en euros (en francs CFP pour Wallis-et-Futuna) :
- Président : 5 512,13 € (657 772,08 francs CFP)
- Vice-président : 2 661,04 € (317 546,54 francs CFP)
- Membre du bureau : 2 090,81 € (249 500,00 francs CFP)
- Conseiller territorial : 1 900,74 € (226 818,62 francs CFP)

### Institutions de la Polynésie française
- Président de la Polynésie française : 6 336,96 € (756 200 francs CFP), auxquels s'ajoutent 1 336,87 € de frais de représentation (159 531 francs CFP)
- Vice-président du Gouvernement de la Polynésie française : 6 336,96 € (756 200 francs CFP), auxquels s'ajoutent 1 113,83 € de frais de représentation (132 915 francs CFP)
- Ministre du Gouvernement : 6 336,96 € (756 200 francs CFP), auxquels s'ajoutent 1 002,65 € de frais de représentation (119 648 francs CFP)
- Membre de l'Assemblée de Polynésie française : 5 897,99 € (703 818 francs CFP)[64]

### Institutions de la Nouvelle-Calédonie
- Président du gouvernement de la Nouvelle-Calédonie : 7 022,44 € (838 000 francs CFP)
- Ministre du Gouvernement : 5 765,44 € (688 000 francs CFP)
- Président du Congrès de la Nouvelle-Calédonie : 5 472,14 € (653 000 francs CFP), auxquels s'ajoutent 2 514,00 € de frais de représentation (300 000 francs CFP)
- Membre du Congrès : pas d'indemnités puisque les membres du Congrès sont des membres des assemblées provinciales.
- Président de Province : 5 472,14 € (653 000 francs CFP) auxquels s'ajoutent 2 095,00 € de frais de représentation (250 000 francs CFP)
- Membre des Assemblées des Provinces (et de facto ceux du Congrès) : 5 472,14 € (653 000 francs CFP)

## Reversion aux partis politiques et organismes
Des élus reversent une partie de leur indemnité à leur parti (entre 10 % et 30 % selon les formations politiques), ou à l'organisme qui les a désignés pour les membres du CESE.

## Non-cumul des indemnités
- Le Premier ministre et les ministres ne peuvent toucher plus de 2 757,34 euros en plus de leur rémunération ministérielle au titre de leurs mandats locaux, depuis 2011.
- un parlementaire ou un élu local titulaire d'autres mandats électoraux ou qui siège au conseil d'administration d'un établissement public local, du centre national de la fonction publique territoriale, au conseil d'administration ou au conseil de surveillance d'une société d'économie mixte locale ou qui préside une telle société ne peut cumuler les rémunérations et indemnités afférentes à ces mandats ou fonctions avec son indemnité parlementaire de base que dans la limite d'une fois et demie le montant de cette dernière[11],[66].
- Les élus locaux et nationaux peuvent représenter leur assemblée délibérante auprès d’organismes extérieurs dont les mandats offrent des indemnités. Elles sont prises en compte dans le non-cumul des indemnités[réf. nécessaire].

Inversement, les mandats électifs exécutés auprès des collectivités territoriales ne constituant pas une activité professionnelle, l’indemnité de fonction est compatible avec le versement d’allocations-chômage.

## Déclarations d'intérêts et de patrimoine
Les élus, membres du Gouvernement, membres des cabinets et hauts fonctionnaires doivent adresser une déclaration de situation patrimoniale et une déclaration d’intérêts au président de la Haute Autorité pour la transparence de la vie publique.

## Éléments de comparaison
Un ministre britannique reçoit près de 16 000 euros.
En 2016, les 1 % les mieux payés de la fonction publique touchent plus de 6 140 € net par mois, alors que dans le privé, les 1 % les mieux payés gagnaient en 2015 plus de 8 280 € net par mois,.